# Mathilde Toupin-Fafard
Mathilde Toupin-Fafard, née le 27 décembre 1875 à Saint-Cuthbert (Québec) et morte le 3 février 1925 à Montréal, est une infirmière, institutrice et administratrice scolaire canadienne. Elle est une des sœurs de la charité de Montréal, appelée aussi sœur grise.
Mathilde Toupin-Fafard a contribué à l'histoire de la profession d'infirmière au Canada, notamment en faisant progresser la qualité de la formation et réputation de la garde-malade canadienne-française.

## Formation
Fille d'Odilon Toupin, cultivateur et de Marie-Célina Fafard, Mathilde Toupin-Fafard est baptisée Marie-Célina-Mathilde le 28 décembre 1875, mais elle est aussi connue avec le prénom « Mathilda ». 
Après ses études primaires, Mathilde Toupin-Fafard entre au pensionnat des Sœurs de Sainte-Anne à Saint-Cuthbert vers l'âge de 12 ans. Elle obtient son brevet avec la mention « grande distinction ». 
A 17 ans, après avoir séjourné trois mois au noviciat de cette communauté à Lachine, elle entreprend une carrière d'institutrice dans son village natal. Elle arrête sa carrière en 1901 pour entrer au noviciat des sœurs de la charité de l'Hôpital général de Montréal, le 5 septembre. Elle prononce ses vœux perpétuels le 10 décembre 1903 et devient le troisième membre de sa famille de cultivateurs à consacrer sa vie au service de l’Église.
La sœur Toupin-Fafard commence des études de garde-malade à l'école de l'hôpital Notre-Dame de Montréal, créée par sa communauté en 1897. Après voir obtenu son diplôme en 1907, elle est affectée à l'hôpital des sœurs de la charité à Toledo (Ohio).  
Pour se perfectionner, elle s'inscrit à un cours de pharmacie à l'Université d'État de l'Ohio, à Columbus, où elle obtient son brevet en juin 1915. En 1916, la compétence de pharmacienne est nommée à l'Hôpital Général d'Edmonton, et deux ans après, en juillet 1918, à l'hôpital Sainte-Croix de Calgary.

## Vie professionnelle
De 1916 à 1921, la sœur Toupin-Fafard travaille dans les hôpitaux de Calgary et d'Edmonton. En 1921, elle revient à Montréal et est désignée comme surintendante des gardes-malades à l'hôpital de Notre-Dame, puis par la suite nommée directrice de l'École d'infirmières de l'Hôpital Notre-Dame. Avec la sœur Duckett, elle élabore un programme de cours de perfectionnement pour gardes-malades. Mathilde Toupin-Fafard est alors chargé de la direction de l'école de formation jusqu'en 1924. Elle participe à la préparation du premier programme d'études pour les infirmières et représente une pionnière de la formation universitaire en nursing. A l'aide de sa contribution pour l'école, elle obtient un classement aux premiers rangs des centres de formation hospitalière au Canada français. 
En plus de son rôle à l'hôpital Notre-Dame, Mathilde Toupin-Fafard travaille à l'avancement du métier d'infirmière au sein des Canadiennes françaises. En 1922, elle devient vice-présidente de l'Association des gardes-malades enregistrées au Québec, créée en 1920, et y reste jusqu'à sa mort en 1925. La même année, en 1922, elle assiste Miss Shaw au congrès de l'Association des infirmières canadiennes à Edmonton.
Elle représente la seule canadienne francophone membre du comité de direction et traduit, puis lit les comptes rendus officiels en français aux assemblées. Ainsi, son bilinguisme lui permet de communiquer avec les graduate nurses de l'Université McGill, qui ont fondé en 1920 l'université The School of Graduate Nurses. 
En 1923, elle devient la première directrice des cours d'enseignement supérieur destinés aux gardes-malades inaugurés à l'Université de Montréal. Avec la faculté de médecine et le soutien des autorités de l'université, elle agence les cours d'hygiène sociale, de diététique, mais aussi le premier cours universitaire pour les directrices d'écoles de gardes-malades. Les cours de la sœur Toupin-Fafard sont reconnus pour l'uniformisation des pratiques professionnelles des infirmières de langue française au Québec.
En 1923, Mathilde Toupin-Fafard est cofondatrice, avec la sœur Duckett, de la revue La Veilleuse. En 1924, elle crée aussi l'Association des infirmières universitaires dans le but de permettre des rencontres et échanges pour développer une idée commune sur les progrès nécessaires dans la profession d'infirmière. 

### La Veilleuse
La Veilleuse est la première revue professionnelle d'infirmières au Québec créée par les sœurs Toupin-Fafard et Duckett en décembre 1923. Elle est publiée mensuellement et est destinée principalement aux gardes-malades francophones, dans le but de leur apporter des connaissances. Les publications de la revue essayent de répondre à un désir de maintien d'une conception chrétienne de la profession d'infirmière, tout en considérant les progrès scientifiques. La revue a été influencée par les Sœurs Grises et soutenue par les médecins et le clergé.
Le fait, pour les infirmières francophones, d'avoir leur propre revue professionnelle constitue une innovation. La Veilleuse comporte environ une vingtaine de pages de textes, ainsi que des pages d'annonces commerciales. Au niveau du contenu, la revue présente des informations sur les soins des malades, les premiers soins d'urgence, quelques initiations de principes et techniques, dans la morale médicale, dans le besoin et les avantages d'études supérieures pour les infirmières, les congrès et diverses associations ainsi que leurs activités, l'histoire du métier d'infirmière et d'autres informations qui pourraient aider au progrès de l'infirmière canadienne-française.
Les publications de La Veilleuse prennent fin en décembre 1927, mais la revue aura été connue à l'échelle mondiale : aux États-Unis, en Amérique du Sud, en Europe, en Chine, et au Japon. 

E. Chartier, vice-recteur de l'Université de Montréal présente La Veilleuse le 12 décembre 1923 : 

« La revue est née, elle paraît aujourd’hui même. Organe attiré de la Fédération des gardes-malades catholiques, patronnée par une université catholique, elle s’en vient prêter main-forte aux membres et aux groupes de la fédération. Elle entend maintenir relever même, le niveau de la profession, en mettant au service de chaque garde-malade les connaissances et l’expérience de ses compagnes de leur maîtres communs. »

En 1928, La Veilleuse est remplacée par La garde malade canadienne-française (GMCF).